# Aleuropleurocelus rotunda
Aleuropleurocelus rotunda is een halfvleugelig insect uit de familie witte vliegen (Aleyrodidae), onderfamilie Aleyrodinae.
De wetenschappelijke naam van deze soort is voor het eerst geldig gepubliceerd door J.M. Baker in 1937.